# Шелех Ганна Вадимівна
Га́нна Вади́мівна Ше́лех (* 1993) — українська стрибунка з жердиною-олімпійка, майстер спорту України міжнародного класу.

## З життєпису
Народилась 1993 року в Донецьку. 2006-го почала займатися легкою атлетикою, проходила підготовку в донецькій ДЮСШ ім. С. Бубки під керівництвом Симахіна Сергія Михайловича та Моглибея Володимира Григоровича.
На Європейському юнацькому молодіжному фестивалі-2009 посіла 6 місце.
2010 року увійшла до складу збірної України. Того ж року здобула бронзову нагороду Літніх юнацьких Олімпійських ігор.
Учасниця Літніх Олімпійських ігор-2012.
Переможниця Чемпіонату України з легкої атлетики-2014 — 4,20. Того ж року встановила рекорд України — 4,52 метра — міжнародні змагання «самсунг-зірки жердини».
2015 року здобула перемогу на Кубку України з легкої атлетики.
На Чемпіонаті України з легкої атлетики-2017 здобула бронзову нагороду.